# Esmirna (higo tipo)
Higuera Tipo Esmirna internacionalmente aceptada la denominación como Smyrna es un cultivar de higuera Ficus carica hembra que solamente produce flores femeninas que necesitan el polen de las flores masculinas de las higueras macho cabrahigo, y la pequeña avispa Blastophaga psenes sin la cual no se podría desarrollar la cosecha principal (higos) y se caerían del árbol sin madurar.

## Variedades de higo Tipo Smyrna
- „Belmandil“ higo portugués del Algarve,
- „Bidhi“, fruto amarillo verdoso,
- „Blanca de Pasa“ una de las variedades de higos de La Contraviesa,
- „Boukhobza“,
- „Bouharrag“,
- „Croussi“, CRS
- „Faouari“,
- „Ghabri“, fruto color verde rojizo,
- „Goutti“, púrpura amarillo verdoso
- „Hemri“,
- „Jemaâoui“, JMA
- „Kahli“, negro rojizo
- „Khedri“, amarillo verdoso
- „Khartoumi“, amarillo verdoso
- „Magouli“, MAG
- „Minouri“, MNR
- „Ragoubi“, RGB
- „Romani“, ROM
- „Sari Lop“, higos color amarillo verdoso,
- „Soltani“, amarillo verdoso,
- „Tayouri Asfar“, TAS,
- „Tayouri Ahmar“, TAH
- „Temri“,
- „Thgagli“, amarillo verdoso
- „Wedlani“, WDL
- „Zergui“,
- „Zidi“, ZID, negro púrpura[4]

## Características
Cabrahigo es el tipo de cultivo más primitivo con flores pistiladas cortas y flores estaminadas funcionales.
Los cabrahigos poseen únicamente flores macho, las femeninas se han transformado en agallas infértiles.
La mayoría de los cabrahigos no son comestibles, pero se cultivan porque albergan una pequeña avispa, Blastophaga psenes, que es necesaria para la polinización y el cuajado de las frutas.
Estas se crían junto a higueras femeninas de higos 'Smyrna' en cultivos moderados a intensos, para facilitar su polinización, sin la cual los higos no se desarrollan y se caen de la higuera. Prefieren pleno sol, refugio contra el viento, en un suelo arcilloso y bien dotado.

## El cultivo de la higuera
Turquía es el principal productor de higos del mundo con 260,508 toneladas en 2011, y más de dos tercios de su producción proviene de la variedad 'Sari Lop' (= 'Calimyrna' en California), siendo la variedad cultivar principal tanto para el suministro de higo fresco como para los higos pasos. Esta variedad como muchas otras es tipo Smyrna y no podría desarrollar la cosecha de higos sin el polen de un cabrahigo,